# Loikaw
Loikaw är en stad i Myanmar. Den ligger i delstaten Kayah, i den centrala delen av landet, 110 km öster om huvudstaden Naypyidaw. Folkmängden uppgår till cirka 50 000 invånare. Loikaws flygplats ligger i staden.